# USCF Chess
USCF Chess (Échecs de l'U.S.C.F. pour les versions destinées aux marchés francophones) est un jeu vidéo d'échecs développé et édité par Mattel Electronics sous licence de la Fédération américaine des échecs (USCF), sorti en 1982 sur la console Intellivision. Il s'agit de la seule cartouche sortie sur Intellivision à contenir 2K de RAM intégrée pour augmenter la mémoire de base de la machine, en faisant la plus puissante cartouche d'échecs disponible sur les systèmes de jeu vidéo de l'époque.

## Système de jeu
USCF Chess propose des parties suivant les règles officielles du jeu d'échecs (y compris le roque, la prise en passant, la promotion du pion et le pat) , en solo contre l'ordinateur, à deux joueurs (l'ordinateur servant alors de simple arbitre vérifiant la régularité des coups), ou opposant l'ordinateur à lui-même (le joueur étant alors simple spectateur de la partie).
Le jeu propose plusieurs niveaux de jeu. Le niveau 1 est conseillé aux débutants : l'ordinateur répond très rapidement et se contente de respecter les règles. Les niveaux 2 à 4 augmentent progressivement la profondeur de l'analyse et le temps maximal de calcul de l'ordinateur. Les niveaux 5 et 6 sont adaptés sont joueurs « très sérieux » et l'ordinateur peut mettre plusieurs heures à jouer son coup. Au niveau 7, l'ordinateur n'a plus de limite de temps et cherche en permanence un meilleur coup jusqu'à ce que le joueur le force à jouer. Le niveau 8 est une variante permettant la résolution de problèmes où le joueur sélectionne une position de départ puis laisse l'ordinateur trouver le mat en un minimum de coups.
Il est également possible à tout moment d'inverser la couleur des joueurs, de reprendre le coup précédent et rejouer, de modifier les positions des pièces ou en ajouter, de forcer l'ordinateur à jouer, de changer la vue du plateau, d'activer ou désactiver le chronomètre.

## Développement
Le développement de la partie heuristique a été confié à la société Teletape, Inc. fondée par le maître international Julio Kaplan, déjà intervenue pour le jeu électronique de poche Computer Chess. L'interface utilisateur a été réalisée en interne chez Mattel par Russ Ludwick, avec des graphismes de Dave James et Peggi Decarli,.
La cartouche est la seule à contenir 2K de RAM intégrée pour augmenter la mémoire de base de l'Intellivision.
Les illustrations du packaging sont de Jerrol Richardson,.

## Accueil
En 1983, Arnie Katz considère le jeu comme « certainement la plus sophistiquée et la plus puissante cartouche d'échecs disponible sur les systèmes de jeu vidéo » de l'époque.
Bien que dans la boite de jeu, un feuillet signé par le directeur exécutif de l'USCF de l'époque, Gerald Dullea, invite les acheteurs du jeu à demander gratuitement le livret d'initiation aux échecs édité par la fédération, Videogaming Illustrated regrette que le titre semble oublier les débutants, notamment les plus jeunes. Le magazine apprécie cependant particulièrement le mode permettant de soumettre un problème à l'ordinateur et suivre sa résolution à l'écran. Il fait remarquer, enfin, le manque d'ergonomie de la manette de l'Intellivision, qui fait perdre de précieuses secondes au joueur dans une partie chronométrée.
TeleMatch considère comme une moquerie de proposer 7 niveaux de jeu, tout en conseillant dans le livret d'instructions de n'utiliser que les 3 premiers. Dans son grand manuel des jeux vidéo, Hartmut Huff va jusqu'à dire que le jeu est bogué
Dans Digital Press, Kevin Oleniacz le juge « acceptable », tandis que Joe Santulli le trouve plus rapide que son concurrent Video Chess d'Atari et plus agréable à l'œil.

## Héritage
Le code source du jeu est plus tard réutilisé par INTV pour créer Tournament Chess, une des épreuves de Triple Challenge,, qui sort en 1987.
Le jeu est présent dans la compilation Intellivision Lives! (en) sortie sur diverses plateformes, dans la compilation A Collection of Classic Games from the Intellivision, sortie en 1999 sur PlayStation, et intégré à la console Intellivision Flashback en 2014, sous le nom Chess.